# Charles-Paul-Eugène Poriquet
Charles-Paul-Eugène Poriquet, né le 30 juillet 1816 à Paris et mort le 9 mars 1910 à Paris, est un haut fonctionnaire et homme politique français.

## Biographie
Docteur en droit, il est le fils de Achille Claude, chevalier Poriquet (1788-1861), avocat et conseiller à la Cour de Cassation de Paris, et le petit-fils de Jean Gabriel Poriquet (1750-1837), avocat au parlement de Paris, défenseur de Marie-Antoinette, Chevalier de l'Empire, magistrat à la cour de cassation et officier de la Légion d'honneur.
Il entre dans la magistrature et est substitut à Pontoise en 1842 et à Meaux en 1843. Remplacé à la Révolution de Février, il collabore au Pays et, rallié au gouvernement de Napoléon III, il devient inspecteur général de police à Nantes en 1852 jusqu'à la suppression de cet emploi en mars 1853. 
Conseiller général du canton de Carrouges depuis 1854, il est nommé préfet du Morbihan en 1858, de la Meuse en 1861, de la Mayenne en 1865 et de Maine-et-Loire de 1865 à 1870. 
Il est réélu conseiller général de l'Orne, pour le canton de Mortrée, en 1871 et en 1874, et devient sénateur de ce département, le 30 janvier 1876. Il prend place au groupe de l'Appel au peuple, et vote la dissolution de la Chambre demandée par le ministère de Broglie. Réélu au Sénat, le 8 janvier 1882, il continue de siéger parmi les bonapartistes et obtient successivement sa réélection jusqu'à son décès.

## Sources
- « Charles-Paul-Eugène Poriquet », dans Adolphe Robert et Gaston Cougny, Dictionnaire des parlementaires français, Edgar Bourloton, 1889-1891 [détail de l’édition]
- « Charles-Paul-Eugène Poriquet », dans le Dictionnaire des parlementaires français (1889-1940), sous la direction de Jean Jolly, PUF, 1960 [détail de l’édition]